# Qatar ExxonMobil Open 2017
Qatar ExxonMobil Open 2017 byl tenisový turnaj mužů na profesionálním okruhu ATP World Tour, hraný v areálu Khalifa International Tennis and Squash Complex na otevřených dvorcích s tvrdým povrchem Plexicushion. Konal se na úvod sezóny mezi 2. až 7. lednem 2017 v katarském hlavním městě Dauhá jako dvacátý pátý ročník turnaje.
Událost se řadila do kategorie ATP World Tour 250 a její celkový rozpočet činil 1 334 270 dolarů. Nejvýše nasazeným hráčem ve dvouhře se stala úřadující světová jednička Andy Murray ze Spojeného království. Jako poslední přímý účastník do hlavní singlové soutěže nastoupil 75. francouzský hráč žebříčku Paul-Henri Mathieu, jenž vypadl v úvodním kole.
Přerušit šňůru 28 výher Andyho Murrayho se dokázalo povést Novaku Djokovićovi, který tak obhájil svůj titul. Vůbec první trofej na okruhu ATP Tour v sezóně 2017 získali 6. ledna Francouzi Jérémy Chardy a Fabrice Martin, kteří ovládli deblovou soutěž.

## Rozdělení bodů a finančních odměn

### Rozdělení bodů
| Soutěž  | vítězové | finalisté | semifinalisté | čtvrtfinalisté | 16 v kole | 32 v kole | Q  | Q3 | Q2 | Q1 |
| ------- | -------- | --------- | ------------- | -------------- | --------- | --------- | -- | -- | -- | -- |
| dvouhra | 250      | 150       | 90            | 45             | 20        | 0         | 12 | 6  | 0  | 0  |
| čtyřhra | 250      | 150       | 90            | 45             | 0         |           |    |    |    |    |

### Finanční odměny
| dvouhra                             | $209 665 | $110 420 | $59 810 | $34 080 | $20 080 | $11 895 |
| čtyřhra                             | $67 140  | $35 300  | $19 130 | $10 940 | $6 410  |         |
| částka ve čtyřhře je uvedena na pár |          |          |         |         |         |         |

## Dvouhra mužů

### Nasazení
| Stát                             | Hráč                  | ATP | Nasazení |
| -------------------------------- | --------------------- | --- | -------- |
| Spojené království               | Andy Murray           | 1.  | 1.       |
| Srbsko                           | Novak Djoković        | 2.  | 2.       |
| Česko                            | Tomáš Berdych         | 10. | 3.       |
| Belgie                           | David Goffin          | 11. | 4.       |
| Francie                          | Jo-Wilfried Tsonga    | 12. | 5.       |
| Chorvatsko                       | Ivo Karlović          | 20. | 6.       |
| Německo                          | Philipp Kohlschreiber | 32. | 7.       |
| Kypr                             | Marcos Baghdatis      | 36. | 8.       |
| Žebříček ATP k 26. prosinci 2016 |                       |     |          |

### Jiné formy účasti

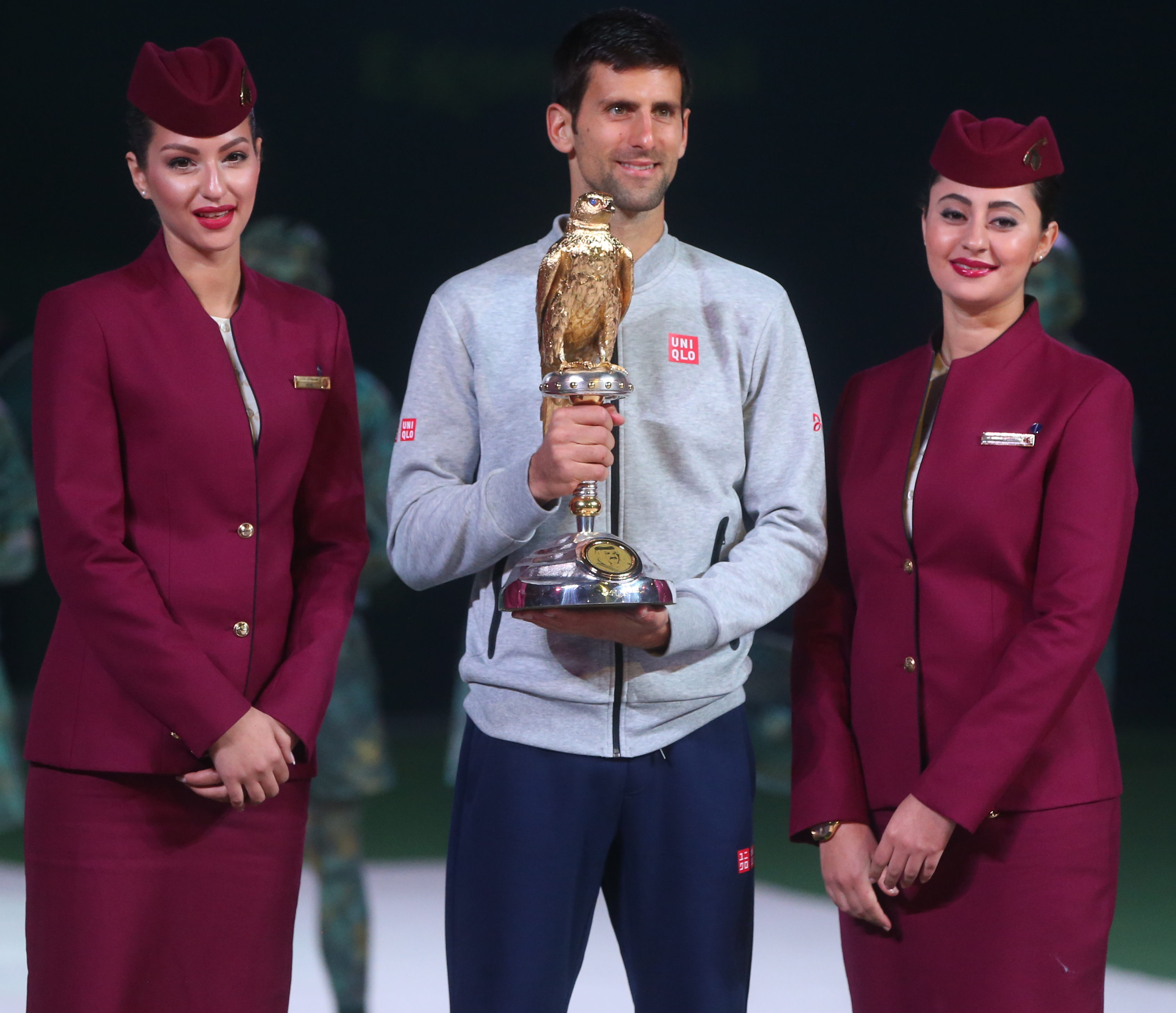
Světová jednička Novak Djoković obhájila singlovou trofej z roku 2016

Následující hráčí obdrželi divokou kartu do hlavní soutěže:
- Arthur De Greef
- Anıl Yüksel
- Mubarak Shannan Zayid

Následující hráči postoupili z kvalifikace::
- Alessandro Giannessi
- Vasek Pospisil
- Mohamed Safwat
- Radek Štěpánek

## Mužská čtyřhra

### Nasazení
| Stát                                                                                      | Hráč           | Stát     | Hráč           | ATP | Nasazení |
| ----------------------------------------------------------------------------------------- | -------------- | -------- | -------------- | --- | -------- |
| Spojené království                                                                        | Jamie Murray   | Brazílie | Bruno Soares   | 7.  | 1.       |
| Chorvatsko                                                                                | Mate Pavić     | Rakousko | Alexander Peya | 52. | 2.       |
| Kanada                                                                                    | Vasek Pospisil | Česko    | Radek Štěpánek | 58. | 3.       |
| Spojené království                                                                        | Dominic Inglot | Rumunsko | Florin Mergea  | 69. | 4.       |
| Žebříček ATP k 26. prosinci 2016; číslo je součtem žebříčkového postavení obou členů páru |                |          |                |     |          |

### Jiné formy účasti
Následující páry obdržely divokou kartu do hlavní soutěže:
- Malek Džazírí /  Mubarak Shannan Zayid
- Jabor Al-Mutawa /  Mousa Shanan Zayed

## Přehled finále

### Mužská dvouhra
- Novak Djoković vs.  Andy Murray, 6–3, 5–7, 6–4

### Mužská čtyřhra
- Jérémy Chardy /  Fabrice Martin vs.  Vasek Pospisil /  Radek Štěpánek, 6–4, 7–6(7–3)